# Eucalyptus disclusa
Eucalyptus disclusa là một loài thực vật có hoa trong Họ Đào kim nương. Loài này được L.A.S.Johnson & Blaxell mô tả khoa học đầu tiên năm 1991.